# 춘 (성씨)
춘(椿)씨는 한국의 성씨이다. 내력은 문헌에 전하지 않는다. 시조와 관향의 내력도 잘 알려지지 않았다.
본관 이름인 남양(南陽)은 옛 경기도의 행정 구역이다. 인구수는 2000년 기준 77명이다.